# ديفيد دبليو. دود
ديفيد دبليو. دود هو لاعب كرة قاعدة وسياسي أمريكي، ولد في 7 فبراير 1921 في ويست أورنج في الولايات المتحدة، وتوفي في 20 أكتوبر 1988 في Howell Township, New Jersey ‏ في الولايات المتحدة. نشط حزبياً في الحزب الجمهوري. وقد انتخب عضو مجلس ولاية نيوجيرسي ‏.